# イストル
イストル(Istres)は、フランス南部・プロヴァンス＝アルプ＝コート・ダジュール地域圏ブーシュ＝デュ＝ローヌ県の郡庁所在地（イストル郡はブーシュ＝デュ＝ローヌ県の4つの郡の中では最も新しい郡で1981年に置かれた）。
ベール湖とオリヴィエ湖に囲まれたコミューンで、クロー平野の端に位置し、アルピーユ山脈、カマルグ、地中海に近い。規模の大きい空軍基地（fr）があるため、航空の町である。

## 人口統計
| 1962年 | 1968年 | 1975年 | 1982年 | 1990年 | 1999年 | 2006年 | 2015年 |
| ------ | ------ | ------ | ------ | ------ | ------ | ------ | ------ |
| 9478   | 13404  | 18129  | 28561  | 35163  | 38855  | 42090  | 43086  |

参照元:1962年から1999年までは複数コミューンに住所登録をする者の重複分を除いたもの。それ以降は当該コミューンの人口統計によるもの。1999年までEHESS/Cassini、2006年以降INSEE

## 姉妹都市
- ラドルフツェル・アム・ボーデンゼー、ドイツ

## 参照
1. ↑  http://cassini.ehess.fr/cassini/fr/html/fiche.php?select_resultat=17661
2. ↑  https://www.insee.fr/fr/statistiques/3293086?geo=COM-13047
3. ↑  http://www.insee.fr